# Lennart Kroha
Lennart Kroha (* 6. November 1997) ist ein deutscher Beachvolleyballspieler.

## Karriere
Kroha kam durch seinen älteren Bruder Felix, der in der zweiten Bundesliga spielte, zum Volleyball. Mit zehn Jahren begann er parallel zum Fußball seine Karriere in der Halle beim TV Fürth 1860. Danach wechselte er als Außenangreifer zum damaligen Regionalliga-Aufsteiger TSV 1861 Zirndorf.
Mit seinem Zirndorfer Mitspieler Tino Zepeck bildete er ein Duo im Sand. Kroha/Zepeck nahmen von 2012 bis 2016 an diversen Nachwuchsturnieren teil. 2014 gewannen sie die deutsche U18-Meisterschaft. 2016 wurden sie deutscher Vizemeister der U20. Seit 2017 bildet Kroha ein Duo mit Harry Schlegel. In dem Jahr traten sie dreimal in der Qualifikation der Smart Beach Tour an. Auf der Techniker Beach Tour 2018 schafften sie in Düsseldorf erstmals den Sprung ins Hauptfeld und belegten den 13. Platz. Das gleiche Ergebnis gelang ihnen bei den Turnieren in Leipzig und Zinnowitz. Auf der Techniker Beach Tour 2019 trat Kroha in Düsseldorf mit Filip John und kam ebenfalls auf den 13. Rang. Mit Schlegel wurde er Neunter in Sankt Peter-Ording und Dreizehnter in Zinnowitz. Dazwischen kam er mit Benedikt Doranth in Fehmarn auf den 13. Platz. Im März 2020 nahm Kroha mit Yannic Beck, Benjamin Lorentz und Florian Schweikart an der deutschen Meisterschaft im Snowvolleyball teil und wurde Vierter. Nach dem Aus in der Gruppenphase des ersten Turniers der Comdirect Beach Tour 2020 qualifizierten sich Kroha/Schlegel Anfang August beim zweiten Turnier für die Deutsche Beachvolleyball-Meisterschaft im September.